# Típic Ball de Bastons de Canyet
El Típic Ball de Bastons de Canyet és una colla bastonera de Canyet, un barri de Badalona, que practica el ball de bastons. Aquesta colla és la més antiga que existeix avui a la ciutat, ja que els elements de la Festa Major que es conserven més antics són els gegants. Els de Canyet es van fundar el 1927 i des d'un primer moment fan els mateixos balls que actualment al so del flabiol i el tamborino/bombo. Aquesta trajectòria va estar reconeguda per la Comissió del Flabiol a la Festa del Flabiol d'Arbúcies. La seva manera de ballar forma part d'un corpus tradicional que actualment només tenen ells, però que havia format part dels balls de bastons de poblacions maresmenques com: Blanes, Calella, Canet, Arenys, Sant Iscle de Vallalta, Vallgorguina, Mataró, Santa Coloma de Gramenet i Santa Agnès de Malanyanes; a banda dels de Canyet.

## Història
Els orígens del ball de bastons es remunten a 1927, quan uns cantaires de la coral de la Societat Cultural l'Oliva de Canyet van decidir crear un grup de bastoners seguint la iniciativa de Pere Roig i Salicrú, masover de Sant Jeroni de la Murtra, de fer un ball de bastons com el que havia ballat a Sant Iscle de Vallalta d'on provenia. La presentació oficial es va fer la Festa Major de 1929. En aquests primers anys, el Típic Ball de Bastons de Canyet va actuar arreu del principat i també a Mallorca fins que la Guerra Civil va estroncar l'activitat de la colla, reprenent-se amb força l'any 1939. Des de llavors l'activitat bastonera a Canyet va ressorgir amb força, la seva presència a les festes es va mantenir fins a 1969. A causa de la manca de renovació generacional de membres de l'entitat, el grup es va veure obligat a deixar de sortir fins que algun dels membres que plegaren el 1969 van engrescar els seus fills i parents per tornar a refundar la colla el 1982. Des d'aquest moment el ball de bastons de Canyet ha estat ininterrompudament a la festa badalonina succeint-se els grups de gent que els ballava fins 2008-2009, quan hi va haver el perill que tornés a desaparèixer. Fou llavors quan, per Sant Isidre, el patró del barri, un grup de gent jove es va interessar, tot ressorgint amb força la colla durant les Festes de Maig de Badalona de l'any 2009. Aquest grup de gent encara es manté, amb noves incorporacions, sense conèixer que el que mantenien va més enllà: un ball de bastons que s'està perdent, ja que el ball de bastons tradicional del maresme –encara ara– està en perill d'extinció, ja que és el darrer de tots els que hi havia hagut. Des d'aquell mateix 2009 el Típic Ball de Bastons de Canyet ha seguit amb les seves sortides a Badalona, a Catalunya i nombrosos viatges internacionals: ballant a Palestina (2009), a Zúric (2010), Iruñea (2011) i Milà (2012). El 2013 es va crear una colla infantil per assegurar-ne la continuïtat.
El 2017 la colla va celebrar els 90 anys.

## Indumentària

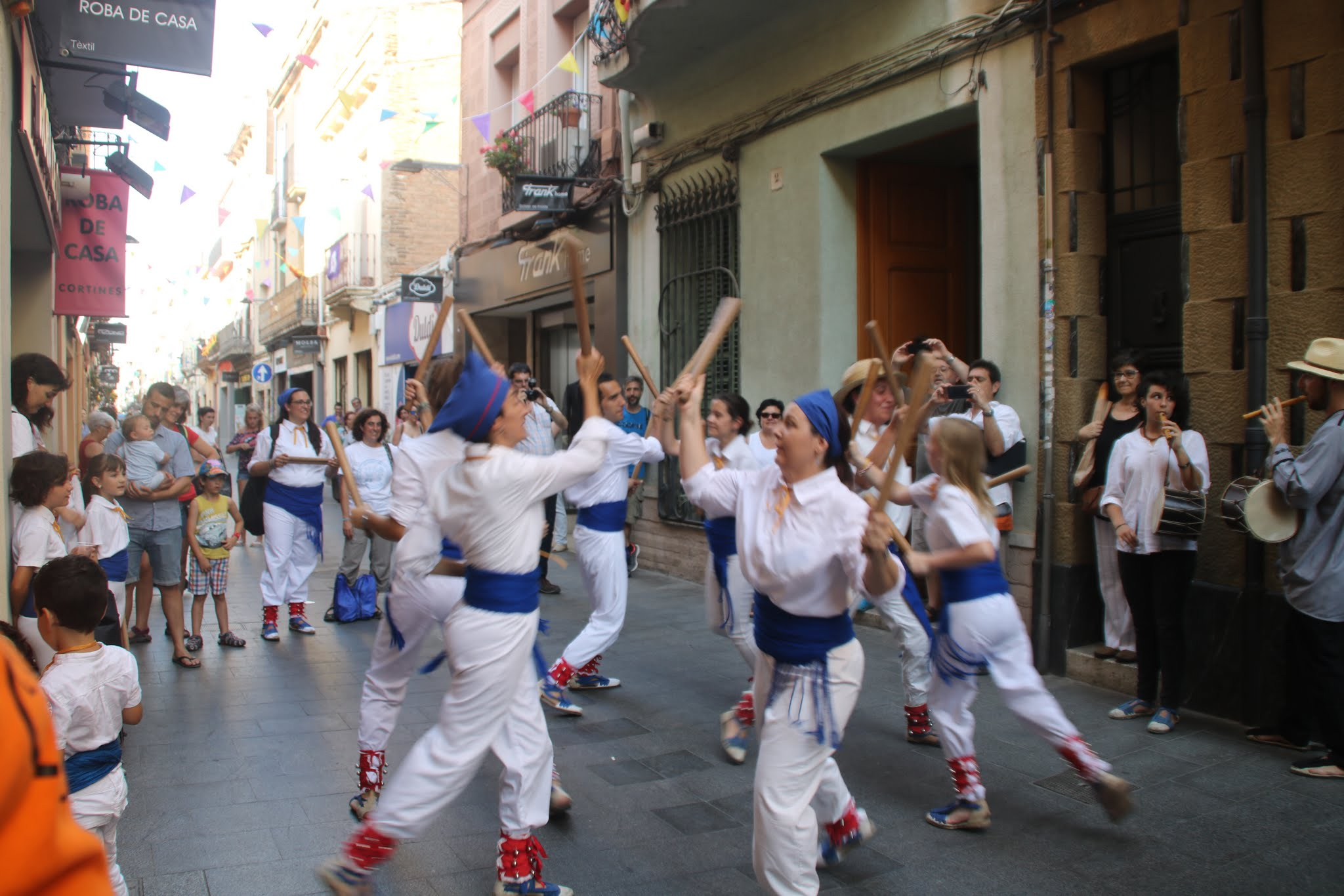
En aquesta imatge, d'un dels actes de celebració del 90è aniversari es poden veure els bastons llargs i la barretina blava amb el vió vermell

Al llarg d'aquests 90 anys hi ha hagut certs canvis en la indumentària del ball de bastons. El primer vestuari que usaven aquests primers bastoners de Canyet constava d'una camisa blanca i un pantaló del mateix color, una faixa blava, i uns camals de roba vermella amb una vintena de picarols. Aquesta indumentària es manté actualment, juntament amb unes espardenyes de taverner amb la veta blava. En els seus orígens els bastoners lluïen les seves corbates de mudar, fins que a mitjans de la dècada de 1930 se'n van fer unes de corporatives, de ratlles blanques i blaves fins que a principis dels anys 60 van canviar per un llaç que el 1986 es va transformar decidir que fos de la bandera catalana. La indumentària original del ball de bastons de Canyet es completava amb una barretina de cotó blau amb un vió vermell a la part inferior. Als anys 90 aquest barret va desaparèixer fins que amb el 90è aniversari es va recuperar el seu ús, opcional.
Els bastons originals, que lliguen amb els tradicionals de la zona, eren de mig metre i de forma irregular, amb una lleugera tendència a la conicitat; i amb les puntes arrodonides. Els bastons també han canviat, amb la recuperació de 1982 es va adoptar un tipus de bastó diferent, més curt i regular, com el que van servir els penedesencs. Amb el nou mil·lenni els bastons han tornat a canviar, mantenen la mida dels previs, uns 40 cm, però donant-los la forma cònica que tenien els bastons del maresme. Amb la celebració del 2017 la colla va decidir tornar a fer els bastons originals, copiant-ne un que s'havia conservat.

## Música i ball
Amb la fundació del ball de bastons de Canyet s'incorporà la música. De fet, els bastoners de la Societat Cultural l'Oliva van buscar el músic en el seus primers anys. Abans de la presentació de 1929 la colla va anar a fer-se una fotografia d'estudi on ja compta com a membre el flabiolaire Joan Roig, Nan, que va generar un corpus tradicional de música i ball que ha perdurat fins a l'actualitat. Els balls que es ballen a Canyet són vuit: els Caçadors, la Masurca, els Geperuts, el Topa, la Sardana, els Pilans, la Nova, i Las Banderas de Portugal. Tots els balls són per a vuit balladors amb diversos trets característics comuns del ball de bastons del maresme: el bastó llarg, el treball vertical i el punteig constant, a banda del rebatut final, conegut com a "caps".
Els Caçadors: és una melodia que consta de tres parts. Dues d'aquestes van provenir de la Vall Alta: la segona, una variant del ball de Sant Ferriol i la tercera que es localitza com a ball de la patacada. La primera és una variant menys ornamentada de la que Quirze Perich i Ramon Estol tocaren posteriorment a Canyet i Blanes, respectivament.
La Masurca: una tonada que provingué del ball de bastons de Sant Iscle. Té dues parts ben diferenciades; una primera part a ritme ternari, que sobta trobar-se en un ball de bastons; d'on li ve el nom, ja que té un ritme de masurca. I una segona part binària, en la que es realitzen «caps». Aquesta figura del ball també li recolliren a Joan Roig com a ball de bastons de Canyet.
Els Geperuts: el nom prové de Sant Iscle de Vallalta, però no coincideix amb la tonada que es conserva a Canyet. Tanmateix, a Canet i Calella es conserva amb el nom d'el Boterut. Aquesta melodia li recolliren, Joan Amades i Joan Tomàs, a Joan Roig com a ball de bastons de Canyet als anys 30s. Per tant, és prou plausible que fou una creació del flabiolaire i dels bastoners de Canyet.
El Topa: és un ball que localitzem també a Sant Iscle de Vallalta amb la mateixa tonada, molt similar a la Pavana de les Gitanes de Santa Agnès de Malanyanes i amb una gran similitud amb el Ball de Serrallonga de Mataró. A Vallgorguina la ballaven amb el nom de l'escopeta, i era una barreja entre el Topa i els Caçadors.

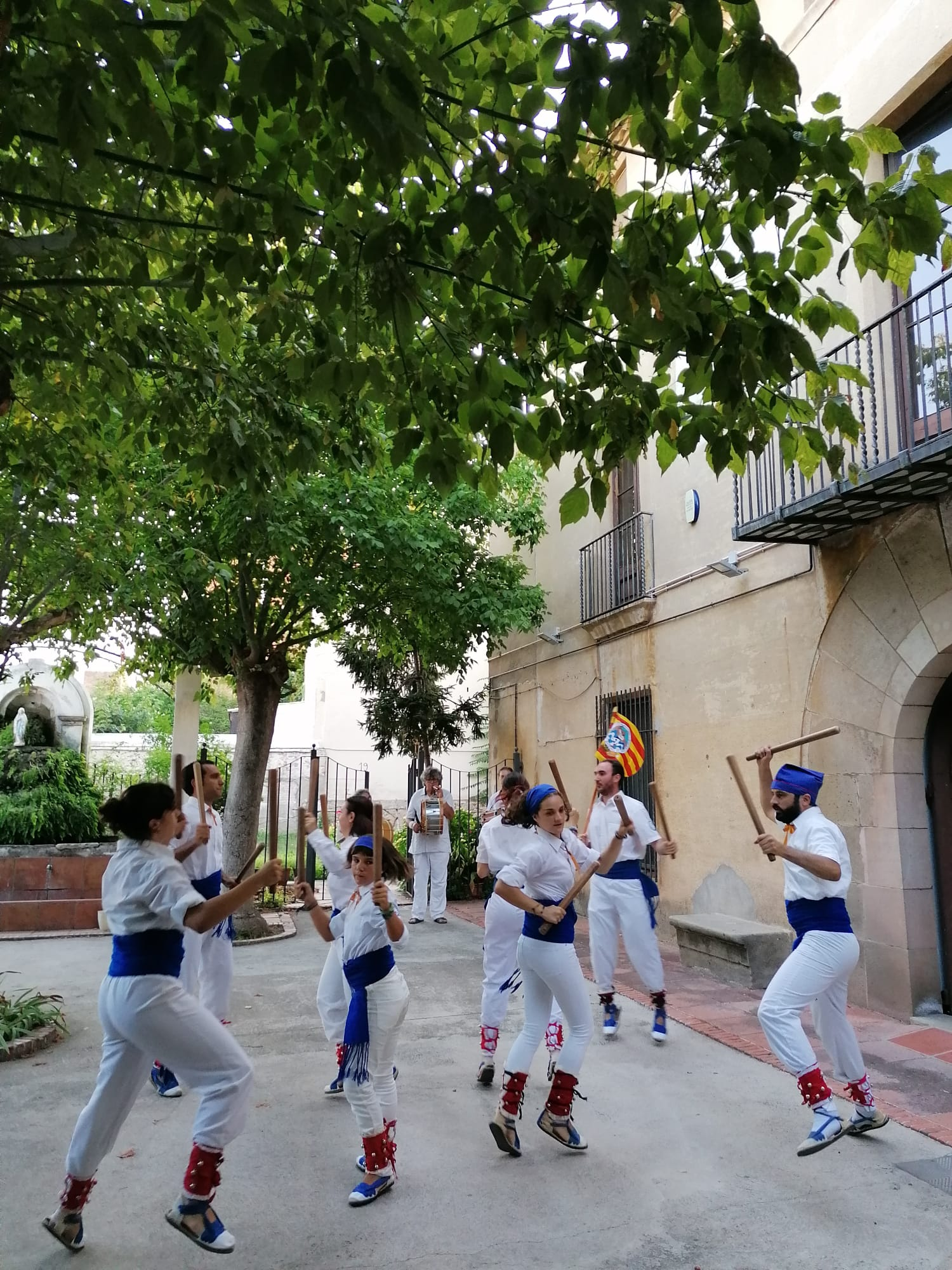
En aquest quadro el ball de bastons canyetenc es pot veure a l'esquerra, clarament, l'acompanyament de flabiol i bombo. La cobla de flabiolaires que els acompanyaven eren Els Garrofers

La Sardana: la tonada és el ball de la Patatuf que es ballava arreu amb diverses variacions. Aquest ball sembla que no provingué de Sant Iscle, no es recull no el nom ni la tonada en cap de les seves vuit figures, però sí que forma part del ball de bastons de Canyet des de la seva primera hora, ja que en les recerques de Joan Amades i Joan Tomàs s'identifica aquest ball amb un dels recollits a Canyet als anys 30s.
Els Pilans: aquest ball, que presenta unes similituds amb la dansa-joc del Mossèn Joan de Vic, es troba a tota la comarca: a Vallgorguina amb el genèric Ball de Bastons, a Malanyanes com a Mossèn Joan de Vic i a Sant Iscle com a Els Geperuts. Hi ha, per tant una dualitat entre els Geperuts i els Pilans, de fet, coreogràficament ja hi ha relació amb l'origen a la Vall Alta.
La Nova: és l’únic ball que hi ha a Canyet que és per menys de vuit bastoners, pot ballar-se amb quatre. A aquest fet cal sumar-li que no es recull la tonada enlloc més del maresme, encara que es recull en aquell recull que Amades i Tomàs feren de Badalona, per destacar-la com una creació de la colla de Canyet. El que no se sap és si fou amb Joan Roig i el primer grup com sembla ser, o que fos una creació de la segona generació i el sonador local "Pepe Flavius", tanmateix és el més genuí dels balls de Canyet.
Las Banderas de Portugal: aquest darrer si que podem afirmar que és un ball creat a Badalona i ben segur que no és de la primera hora. La tonada la tocava en Quirze Perich per amb els diferents elements que acompanyava després que es popularitzessin, cantades per la Marisol, Las Lavanderas de Portugal arran de la pel·lícula homònima estrenada el 1957. No és, per tant, una peça de la fundació, però la va crear la segona generació de bastoners per passar a formar part del corpus de música i ball tradicional del Típic Ball de Bastons de Canyet.